# Motala stad
Motala stad var en stad och kommun i Östergötlands län. 

## Administrativ historik
Motala stad bildades av 1 april 1881 av Motala köping, vilken bildats som friköping den 21 mars 1823 och 1863 inrättats som köpingskommun. Staden utökades genom inkorporering av delar från Motala socken 1917. 
Den 1 januari 1948 (enligt beslut den 14 mars 1947) inkorporerade Motala landskommun med samhället Motala verkstad (12 246 invånare och omfattande en areal av 82,87 km², varav 77,17 km² land) samt Vinnerstads landskommun (1 136 invånare och omfattande en areal av 20,85 km², varav 18,88 km² land). I avseende på fastighetsredovisningen inkorporerades även jordregistersocknarna Motala och Vinnerstad i staden.
1 januari 1952 (enligt beslut den 30 mars 1951) överfördes från Motala stad och Vinnerstads församling fastigheten Glaskulla 1:1 med 8 invånare, och omfattande en areal av 0,49 km², varav allt land, till Aska landskommun.
1 januari 1971 uppgick Motala stad i den nybildade Motala kommun.

### Judiciell tillhörighet
Motala stad hade egen jurisdiktion med en rådhusrätt, vilken förstatligades 1965, och 1971 uppgick i Motala tingsrätt.

### Kyrklig tillhörighet
I kyrkligt hänseende hörde staden till Motala församling tillsammans med landskommunen. 1 januari 1948 tillkom Vinnerstads församling

### Sockenkod
För registrerade fornfynd med mera så återfinns staden inom ett område definierat av sockenkod 0467 som motsvarar den omfattning staden hade kring 1950, vilket innebär att även Motala socken och Vinnerstads socken ingår i området.

## Stadsvapnet
När Motala blev stad 1881 fick den ett av konungen gillat vapen vars blasonering löd Två gånger styckad av silver, vari två motvända nedåtriktade svarta vingar, blått och rött, vari en propeller av silver överlagd två korslagda merkuriestavar av guld.
I maj 1949 fastställdes istället den blasonering som nu används. I fält av silver en blå balk, åtföljd ovanför av två emot varandra vända nedåtriktade svarta örnvingar, vilka upptill utformats som markattehuvuden, och nedanför av en fyrbladig röd propeller. 

Motala stadsvapen (1881-1949)

## Geografi
Motala stad omfattade den 1 januari 1952 en areal av 112,22 km², varav 104,51 km² land.

### Tätorter i staden 1960
I Motala stad fanns del av tätorten Motala, som hade 25 721 invånare i staden den 1 november 1960. Tätortsgraden i staden var då 94,7 procent.

## Politik

### Mandatfördelning i valen 1919–1966
| 10 | 8 | 9 |

| 26 |

| 8 |  | 7 | 11 |

| 27 |

| 2 | 4 | 7 | 14 |

| 26 |

|  | 8 | 3 |  | 14 |

| 27 |

| 9 | 5 | 13 |

| 27 |

| 11 | 4 | 12 |

| 27 |

| 14 | 3 | 10 |

| 25 |

|  | 14 | 2 | 10 |

| 25 |

| 2 | 14 | 5 | 6 |

| 25 |

|  | 29 | 9 | 6 |

| 40 |

| 3 | 26 | 10 | 6 |

| 39 |

| 2 | 27 |  | 7 | 8 |

| 38 | 7 |

| 2 | 29 |  | 7 | 6 |

| 39 |

| 5 | 23 | 3 | 8 | 6 |

| 38 | 7 |